# Stazione di Santa Maria del Pozzo
La stazione di Santa Maria del Pozzo è una delle stazioni ferroviarie di Napoli, parte della ferrovia Circumvesuviana.
Si trova sulla ferrovia Napoli-Pompei-Poggiomarino, serve la zona di Santa Maria del Pozzo, situata nel quartiere Barra, all'estremo limite orientale del territorio comunale di Napoli, al confine con San Giorgio a Cremano. Il nome deriva dalla vicina chiesa di Santa Maria del Pozzo.

## Strutture e impianti
La stazione fu inaugurata nel 1969, al termine dei lavori di raddoppio della tratta Napoli-Barra, e dispone di un piccolo fabbricato viaggiatori, ormai chiuso. All'interno sono presenti due binari passanti, serviti da altrettante banchine collegate da un sovrappassaggio e accessibili anche direttamente dalla strada sottostante.
Non è presente lo scalo merci.

## Movimento
Il traffico è limitato, concentrato soprattutto nelle ore di punta. Vi fermano tutti i treni, eccetto i direttissimi, diretti a Napoli e Poggiomarino, oltre ai pochi treni limitati a Torre Annunziata.

## Servizi
La stazione dispone di:
- Sovrappassaggio